# 수도권매립지관리공사
수도권매립지관리공사(首都圈埋立地管理公社, Sudokwon Landfill Site Management Corporation, SLC)는 수도권매립지를 효율적으로 관리하고 수도권지역에서 발생하는 폐기물의 적정처리와 자원화를 촉진하고 주변지역주민의 쾌적한 생활환경의 조성을 위해 2000년 국가공사로 출범한 대한민국 환경부 소관의 기타공공기관이다. 소재지는 인천광역시 서구 자원순환로 170(백석동 58)이다.

## 설립 근거
- 수도권매립지관리공사의 설립 및 운영 등에 관한 법률[2]

## 주요기능 및 역할
- 매립지의 기반시설 설치·관리
- 반입되는 폐기물의 적정처리
- 폐기물자원화시설의 설치 및 운영
- 주민지원기금의 조성 및 주변영향지역의 지원
- 매립지 및 주변지역의 쾌적한 환경조성
- 사용종료 매립지의 친환경적인 사후관리

## 연혁
- 1989년 2월: 수도권매립지 건설 및 운영협정 체결
- 1991년 11월: 수도권매립지운영관리조합 설립
- 1992년 2월: 제1매립장 사용개시
- 2000년 7월: 수도권매립지관리공사 설립
- 2000년 10월: 제1매립장 사용종료 및 제2매립장 사용개시
- 2018년 9월 : 제3-1매립장 사용개시
- 2018년 10월 : 제2매립장 매립종료

## 조직

### 수도권매립지관리공사
- 감사실

- 홍보비서실
- 안전환경실
- ESG전략실

#### 기획본부
- 기획조정처
- 경영기획처

#### 매립본부
- 매립시설처
- 매립운영처
- 물환경처

#### 사업본부
- 자원사업처
- 탄소사업처
- 에너지사업처

#### 상생본부
- 지역상생처
- 체육공원처

#### 자원순환기술연구소
- 기술정보처
- 연구분석처